# Танасів Оксана Миколаївна
Оксана Миколаївна Танасів (нар. 3 листопада 1976, с. Самолусківці Гусятинського району Тернопільської області, Україна) — українська та американська художниця

## Життєпис
Народилася й виросла в с. Самолусківці на Гусятинщині.
Закінчила Чортківське педагогічне училище, факультет «Психологія та початкове навчання» Тернопільського педагогічного університету, пізніше — Тернопільську академію народного господарства (нині Західноукраїнський національний університет). 
У 2004 Оксана Танасів виїхала до США за лотереєю Green Card. У 2007—2011 навчалася в Університеті Коннектикуту й отримала звання бакалавра загальних дисциплін.
Живе у місті Норволк у штаті Коннектикут.

## Творчість
Оксана Танасів експериментує в реалістичному, сюрреалістичному, поп-арт, та стилі нео-фолк, створюючи колекції картин об'єднуючи їх як за стилем, технікою, об'єктом зображення та тематикою. Танасів використовує різноманітні засоби та методи для створення картин, композицій, інсталяцій, кристалічних мозаїк та 3-мірних установок. Серед матеріалів які використовує художниця - олія, акрил, акварель, лист золота та срібла, епоксид, кристали Swarovski®, тканина, бісер та блискітки на полотні, паперовий колаж.  Оксана Танасів експериментатор з різними арт-техніками: кристалічна мозаїка, вишивка олійною фарбою, колаж. 
Її знання в психології, історії та соціології допомогли експериментувати з об'єктом мистецтва, інтелектуальним посланням та відкрити нові концепції в мистецтві.
Мистецтво Оксани Танасів було представлено на численних виставках, міжнародних арт-шоу групових та персональних експозиціях у США та за кордоном. З 2012 року вона співпрацює з Нью-Йоркським модним тижнем    демонструє свою серію Fashion Art присвячену темі моди кожного сезону в Музеї Interprid, Waldorf Astoria, Times Square, New Yorker Hotel, Wall Street та інших місцях Тижня моди НьюЙорк. 

## Колекції картин

### Fashion and Couture Art
Найвідомішою колекцією Оксани Танасів, яка сформувала її як художницю є її колекція Fashion Art («Мода як мистецтво)». Оксі відома своїм кутюрним мистецтвом, де вона "розбиває кордони" між мистецтвом та модою, використовуючи індивідуальну техніку пришивання тканини до полотна . 
Здатність Оксани малювати і шити дозволила їй створювати картини використовуючи олійні фарби, і завершувати композиції технікою де тканина і тюль пришиваються до полотна та прикрашаються мозаїкою кристалів Swarovski®  .

### Колекція Code “U”
Це абстрактні композиції, створені в стилі neo-folk, елементи якого будуються на основі традиційної української вишивки – символи, знаки, системи та унікальні візерунки, що використовуються у вишивці протягом кількох тисяч років. Античні символи перетворені в абстрактні сучасні комбінації і коди за допомогою нових матеріалів та кольорів, з'єднуючи історію і культуру довжиною в декілька тисячоліть.

### Колекція Dollar Art
Dollar Art – це бачення соціальної, політичної, економічної ситуації та відносин між людьми і грошима. Концепція dollar art – це сюрреалістичний світ, де все довкола - сходи, стільці, парасольки, двері, ділові костюми, окуляри, дерева – створені з доларових банкнот з метою показати вплив грошей на поведінку людини; виявити взаємозв'язок між корупцією і голодом, невіглаством та війною, проблему домашнього насильства, гендерної нерівності та політичні маніпуляції.
 
Architectural Collection («Архітектурна колекція») та Floral Collection («Колекція квітів») виставлялися на групових та персональних виставках у галереях та на художніх арт-шоу в Коннектикуті. Колекція Faberge Art («Фаберже») — унікальне відтворення шедеврів мистецтва майстра Фаберже на полотні з використанням техніки кришталю. Колекція Voice of Ukraine («Голос України») — данина художниці історії свого народу. 
Всі колекції виставлялися на міжнародних арт-шоу Art-Expo, Parallax у Нью-Йорку, в галереях та на різних шоу-програмах, показах мод.
Нині Оксана є автором 14 колекцій картин, 163 робіт.

## Виставки
2019 Aqua Miami, міжнародний художній ярмарок під час Art Basel Week, Маямі, Флорида, США
2019 Український музей Стемфорда, Коннектикут, США. Персональне шоу та презентація серії Code U.
2018 Le Soleil Fine Art Gallery, Ванкувер, Канада
2018 Галерея Х.po.zur, Коннектикут, США Сольна презентація колекції Долар-Арт
2018 Музей Бриджхемптон, Штат Нью-Йорк, міжнародна виставка Арт+Маркет Хемптон, США
2018 Музей Лісабона, Португалія, Casa-Museu Medeiros e Almeida
2017 Тиждень моди "Стиль", Intrepid Museum, NYC, США
2017 Міжнародна галерея Ллойдс, Сольна виставка "Мистецтво на побаченні з модою", Нью-Йорк, США
2017 Групова виставка, Caelum Gallery, Нью-Йорк, США
2016-2017 Галерея C. Parker, Гринвіч, штат Коннектикут, США
2015 Театр "Стемфорд Палас", сольна виставка "Art Beyond Style", Стемфорд, штат Коннектикут, США
2014 Міська галерея, Урядовий центр, сольна арт-виставка "Голос України", Стемфорд, США
2014 Міжнародний ярмарок мистецтва Арт-Експо, Нью-Йорк, США
2014 Тиждень моди Couture Fashion, Таймс-сквер, Манхеттен, Нью-Йорк, США
2013 Галерея Уорд-Нассе, Нью-Йорк, штат Нью-Йорк
2012-2013 Міжнародна художня виставка ArtExpo, Нью-Йорк, США